# 安藤渚七
安藤 渚七（あんどう なな、2000年3月27日 - ）は、日本のタレント、モデル、レポーター、ラジオパーソナリティ。岐阜県出身。ジオット所属。

## 略歴
2019年にナゴヤドームのベースボールメイツ（HANA、背番号5）として活動する。
大学在学中の2020年にモデルとしてデビュー。

## 人物
- 趣味・特技はダンス（ヒップホップ）[5]
- 父親の影響もあり、中日ドラゴンズファンである[3][2]。「生まれた時からドラゴンズファン」と称する[4]。

## 出演

### テレビ番組
- ドデスカ!ドようびデス。（名古屋テレビ） - リポーター（2022年4月2日 - 2024年3月30日）
- ドデスカ!（名古屋テレビ） - リポーター（2024年4月6日 - ）※土曜日担当
- 夜な夜なヨルグルメ（キャッチネットワーク）
- ショピモル～モールの素敵な歩き方～（CCNet）
- そもよ

### ラジオ番組
CBCラジオ
- ドラ魂キング
  - 水曜日アシスタント（2023年5月10日 - ）[3]
  - 金曜日アシスタント（2024年4月 - ）
- CBCドラゴンズナイター（CBCラジオ） - スタジオ応援団（水·金曜日担当）
- あんななのなななっ!（2024年10月6日 - ）[3][6]

### Youtube
- 森野将彦チャンネル/どらナイスぅ～ッ！ - アシスタント